# 아흐메트 뮘타즈 타일란
아흐메트 뮘타즈 타일란(튀르키예어: Ahmet Mümtaz Taylan, 1965년 9월 12일~)은 튀르키예의 배우이다.

## 작품 목록

### 영화
- 조금만 더 (2017년)
- 배드 캣 (2016년)
- 코뿔소의 계절 (2012년) - 운전사 역
- 원스 어폰 어 타임 인 아나톨리아 (2011년)
- 미 하티세 (2010년)
- 테일스 프럼 카스 (2010년)
- 유럽에서의 하루 (2005년)